# Marcilly-le-Hayer
Marcilly-le-Hayer és un municipi francès situat al departament de l'Aube i a la regió del Gran Est. L'any 2007 tenia 673 habitants.

## Demografia

### Població
El 2007 la població de fet de Marcilly-le-Hayer era de 673 persones. Hi havia 244 famílies de les quals 64 eren unipersonals (24 homes vivint sols i 40 dones vivint soles), 84 parelles sense fills, 76 parelles amb fills i 20 famílies monoparentals amb fills.
La població ha evolucionat segons el següent gràfic:
Habitants censats

### Habitatges
El 2007 hi havia 316 habitatges, 256 eren l'habitatge principal de la família, 41 eren segones residències i 19 estaven desocupats. 289 eren cases i 26 eren apartaments. Dels 256 habitatges principals, 167 estaven ocupats pels seus propietaris, 79 estaven llogats i ocupats pels llogaters i 10 estaven cedits a títol gratuït; 1 tenia una cambra, 10 en tenien dues, 60 en tenien tres, 81 en tenien quatre i 104 en tenien cinc o més. 226 habitatges disposaven pel capbaix d'una plaça de pàrquing. A 109 habitatges hi havia un automòbil i a 113 n'hi havia dos o més.

### Piràmide de població
La piràmide de població per edats i sexe el 2009 era:
| Homes | Edats   | Dones |
| ----- | ------- | ----- |
| 0     | 95 o +  | 0     |
| 8     | 90 a 94 | 12    |
| 4     | 85 a 89 | 16    |
| 16    | 80 a 84 | 8     |
| 16    | 75 a 79 | 24    |
| 24    | 70 a 74 | 4     |
| 12    | 65 a 69 | 28    |
| 4     | 60 a 64 | 28    |
| 12    | 55 a 59 | 8     |
| 4     | 50 a 54 | 4     |
| 28    | 45 a 49 | 16    |
| 28    | 40 a 44 | 16    |
| 36    | 35 a 39 | 32    |
| 28    | 30 a 34 | 28    |
| 8     | 25 a 29 | 20    |
| 12    | 20 a 24 | 4     |
| 28    | 15 a 19 | 20    |
| 32    | 10 a 14 | 28    |
| 24    | 5 a 9   | 36    |
| 28    | 0 a 4   | 28    |

## Economia
El 2007 la població en edat de treballar era de 389 persones, 265 eren actives i 124 eren inactives. De les 265 persones actives 231 estaven ocupades (140 homes i 91 dones) i 34 estaven aturades (17 homes i 17 dones). De les 124 persones inactives 35 estaven jubilades, 29 estaven estudiant i 60 estaven classificades com a «altres inactius».

### Ingressos
El 2009 a Marcilly-le-Hayer hi havia 257 unitats fiscals que integraven 625 persones, la mediana anual d'ingressos fiscals per persona era de 17.393 €.

### Activitats econòmiques
Dels 18 establiments que hi havia el 2007, 1 era d'una empresa alimentària, 1 d'una empresa de construcció, 7 d'empreses de comerç i reparació d'automòbils, 3 d'empreses de transport, 2 d'empreses d'hostatgeria i restauració, 1 d'una empresa immobiliària, 2 d'entitats de l'administració pública i 1 d'una empresa classificada com a «altres activitats de serveis».
Dels 6 establiments de servei als particulars que hi havia el 2009, 1 era una oficina d'administració d'Hisenda pública, 1 gendarmeria, 1 oficina de correu, 1 electricista, 1 perruqueria i 1 restaurant.
Dels 2 establiments comercials que hi havia el 2009, 1 era una gran superfície de material de bricolatge i 1 una botiga de menys de 120 m².
L'any 2000 a Marcilly-le-Hayer hi havia 12 explotacions agrícoles.

## Equipaments sanitaris i escolars
El 2009 hi havia 1 farmàcia i 1 ambulància.
El 2009 hi havia una escola elemental.

## Poblacions més properes
El següent diagrama mostra les poblacions més properes.